# آن والأصدقاء
آن والأصدقاء مسلسل رسوم متحركة كندي تم عرض المسلسل لأول مرة في 2 سبتمبر 2001 واستمر حتى 24 فبراير 2002. تم دبلجة المسلسل للعربية.

## القصة
المسلسل يحكي قصة فتاة يتيمة وفقدت ذويها عندما كانت صغيرة وتم نقلها إلى دار الأيتام حيث أن المكان كان غير مناسب لأن شيرلي وحاولت الهرب مع صديقتها وتحقيق حلمها وهو الذهاب إلى جزيرة الأمير إدوارد وتبدأ مغامرات أن وأصدقائها.

## الشخصيات
- آن شيرلي
- ماريلا
- ديانا باري
- جيلبرت بلايت
- فيليسيتي كينج
- فيليكس كينج
- ماثيو كوثبرت

## وصلات خارجية
- آن والأصدقاء على موقع IMDb (الإنجليزية)
- آن والأصدقاء على موقع قاعدة بيانات الفيلم (الإنجليزية)

- Official website
- Anne: The Animated Series on IMDB